# Jean Bernasconi
Jean Bernasconi, né le 23 mai 1927 à Noisy-le-Sec (Seine) et mort le 15 juillet 1995 à Garches (Hauts-de-Seine), est un homme politique français.

## Biographie
Gaulliste convaincu, Jean Bernasconi est d'abord secrétaire de la délégation nationale du RPF. Employé aux usines Simca, il milite à l'Action ouvrière du RPF et dans le syndicat indépendant. Il fonde, après les événements d'Alger du 13 mai 1958, des comités ouvriers professionnels afin de soutenir l'action du général de Gaulle. Il est élu lors des élections législatives de 1958 dans la 27e circonscription de la Seine, en battant la communiste Jeannette Vermeersch, l'épouse de Maurice Thorez, élue sans interruption depuis 1945, cette dernière n'obtenant au second tour que 12 545 voix contre 20 160 au gaulliste. Il est réélu en 1962 mais perd son siège lors des élections de 1967 en faveur du communiste Louis Baillot, à qui il reprend le poste l'année suivante, à la suite d'un mandat écourté par la dissolution de l'Assemblée par le général de Gaulle. Il exerce des responsabilités au sein du parti gaulliste (secrétaire général adjoint de l'UNR de 1961 à 1963).
Lors des élections législatives de 1973, Bernasconi est opposé à nouveau à Louis Baillot, du PCF, mais aussi à Jean-Pierre Pierre-Bloch, du Parti social-démocrate, qui le devance au second tour, dans une triangulaire, avec 12 062 voix contre seulement 947. C'est Baillot qui est élu avec 13 964 suffrages.